# Parc national de Møysalen
Le parc national de Møysalen est un parc national situé au Nord de la Norvège et créé en 2003 pour préserver des montagnes et des fjords côtiers. Il est situé sur les îles Lofoten, sur l’île de Hinnøya dans le comté de Nordland.

## Description
Le paysage est caractérisé par des sommets sortant de l’océan et des fjords, le point culminant est la montagne Møysalen d'une altitude de 1 262 mètres. Le parc est en grande partie intact et resté dans son état naturel. C’est l’un des très rares parcs nationaux de Norvège qui descend jusqu’au niveau de la mer; la branche du fjord Vestpollen de l’Øksfjorden est incluse dans le parc national. Le parc comprend également des zones de forêts de bouleaux non perturbées en plus des montagnes. On trouve aussi des tourbières, mais la plupart ne sont pas grandes.

## Faune
Les montagnes escarpées et les riches rivages à proximité avec de nombreux oiseaux de mer, ainsi que des populations de rongeurs, offrent de bonnes zones de chasse pour plusieurs espèces de rapaces, comme le pygargue à queue blanche, l’aigle royal, le faucon gerfaut et le faucon pèlerin. Un certain nombre d’autres oiseaux de proie rares et en voie de disparition se reproduisent dans le parc, comme les faucons crécerelles, les faucons pigeonniers et les buses pattues. La vie animale est typique de cette partie du comté de Nordland. La loutre d’Eurasie, considérée comme une espèce vulnérable dans l’ensemble de la Norvège, est commune ici. La zone autour de l’Øksfjorden est une zone centrale pour les élans sur l’île Hinnøya. D’autres espèces communes sont les lièvres, les renards roux, les hermines et le vison d’Amérique,.

## Galerie

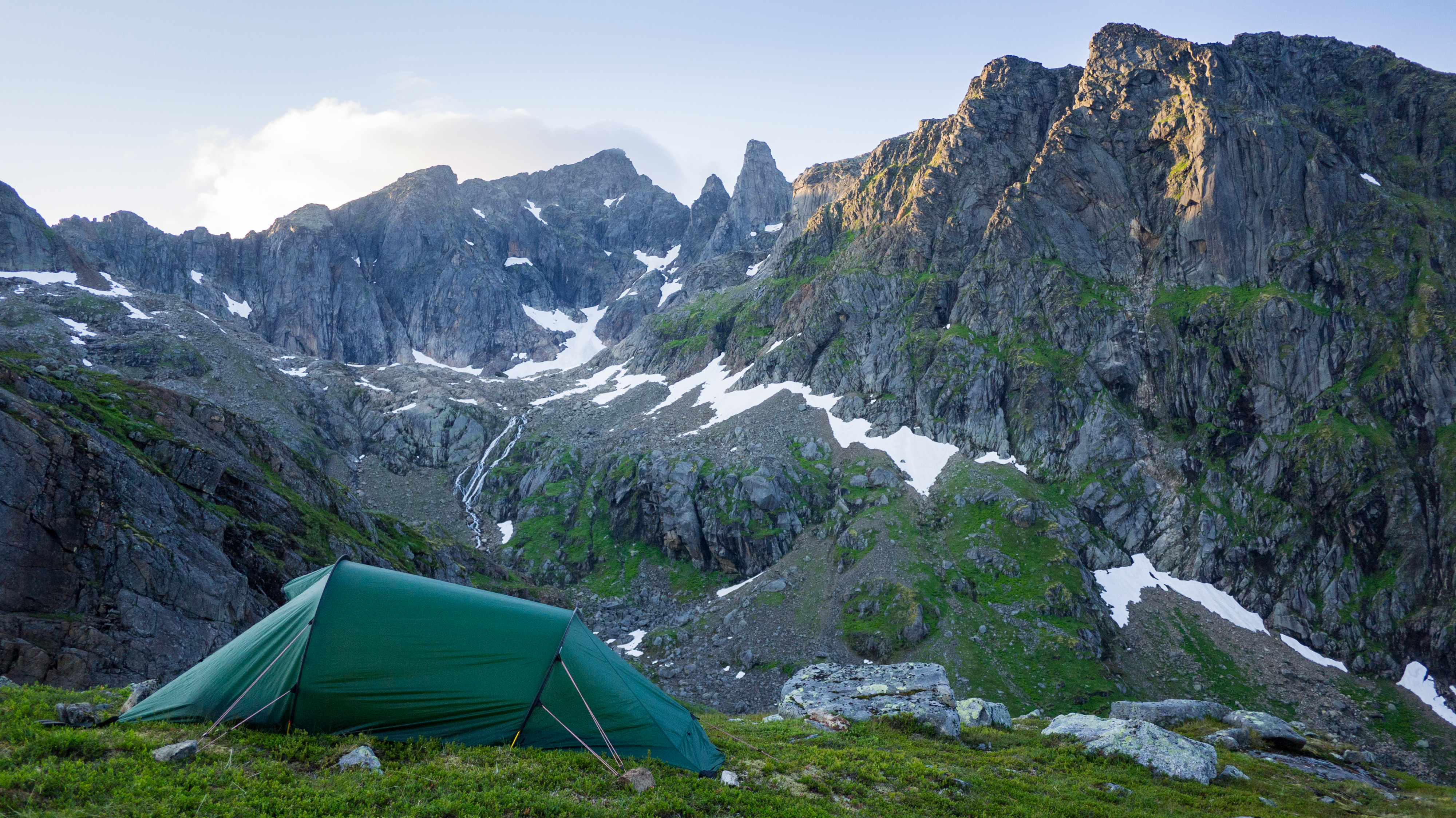
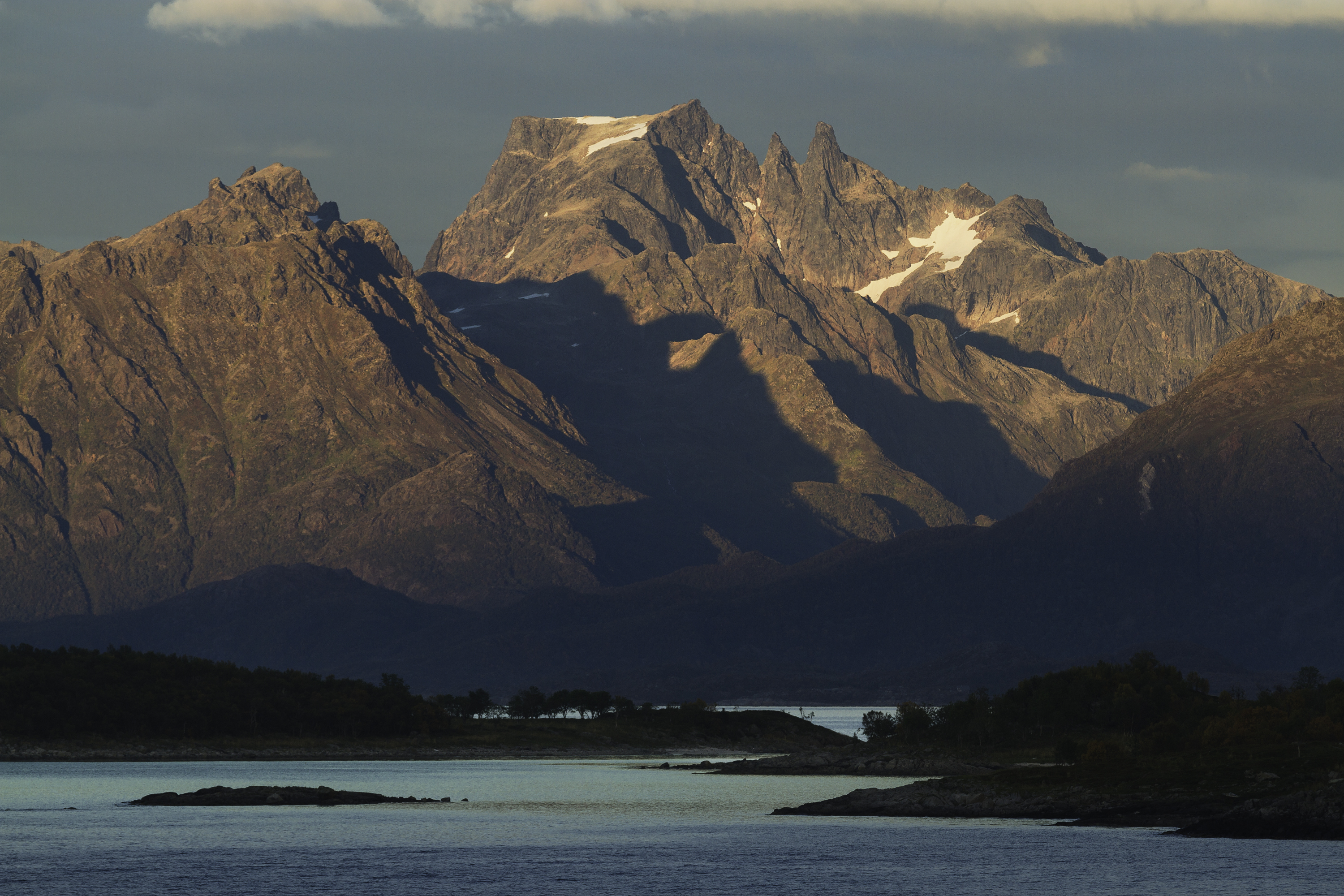
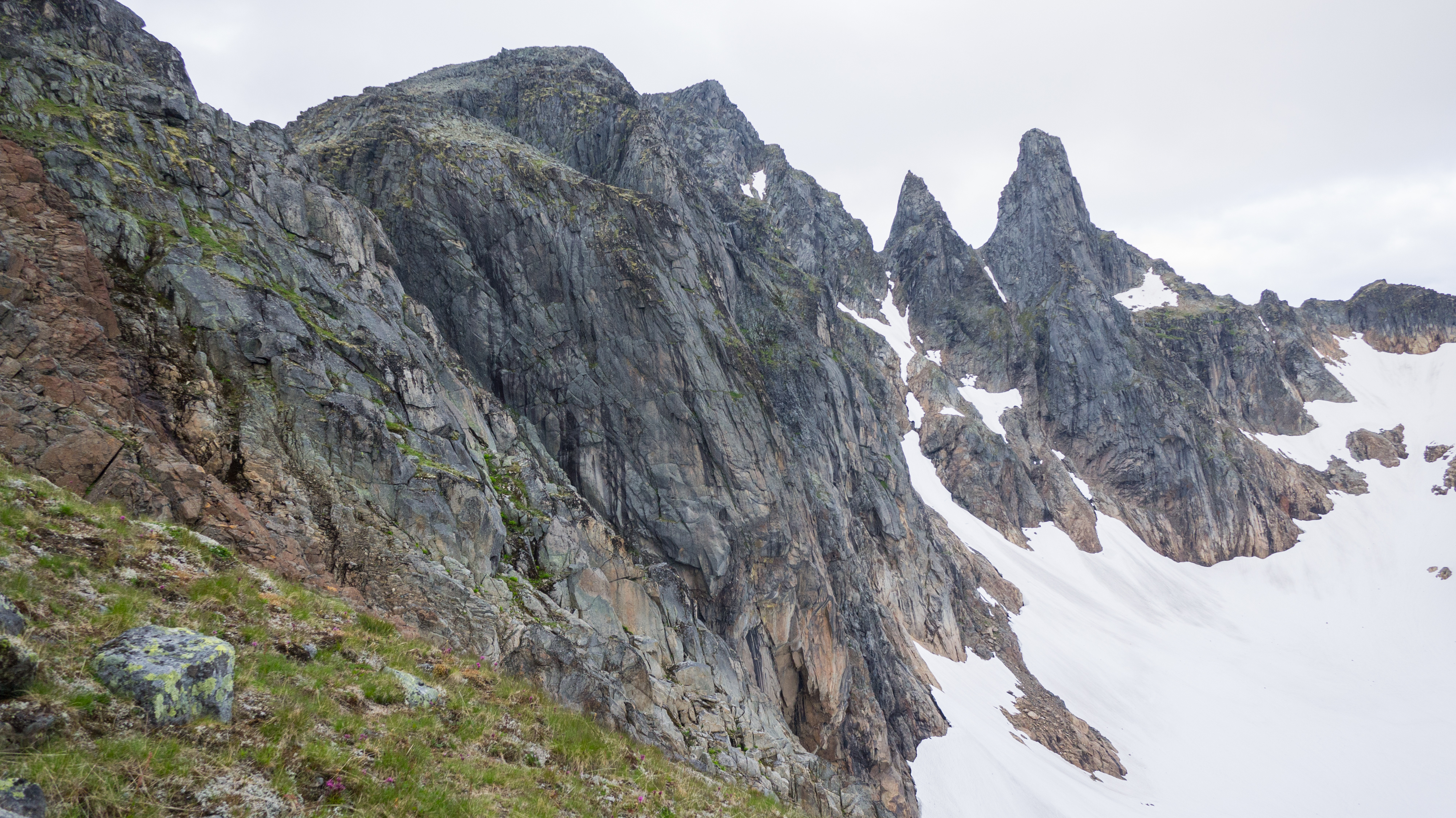
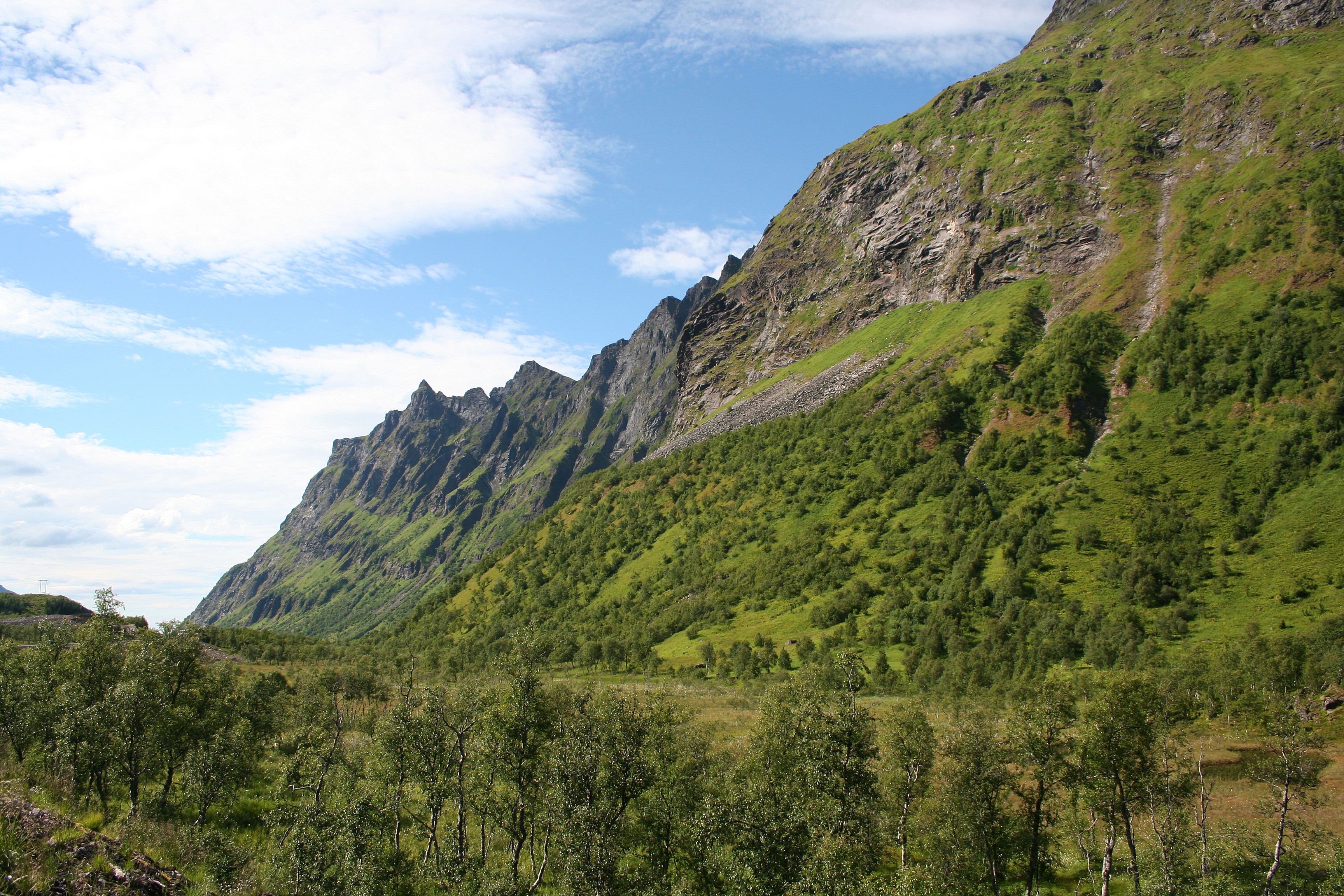
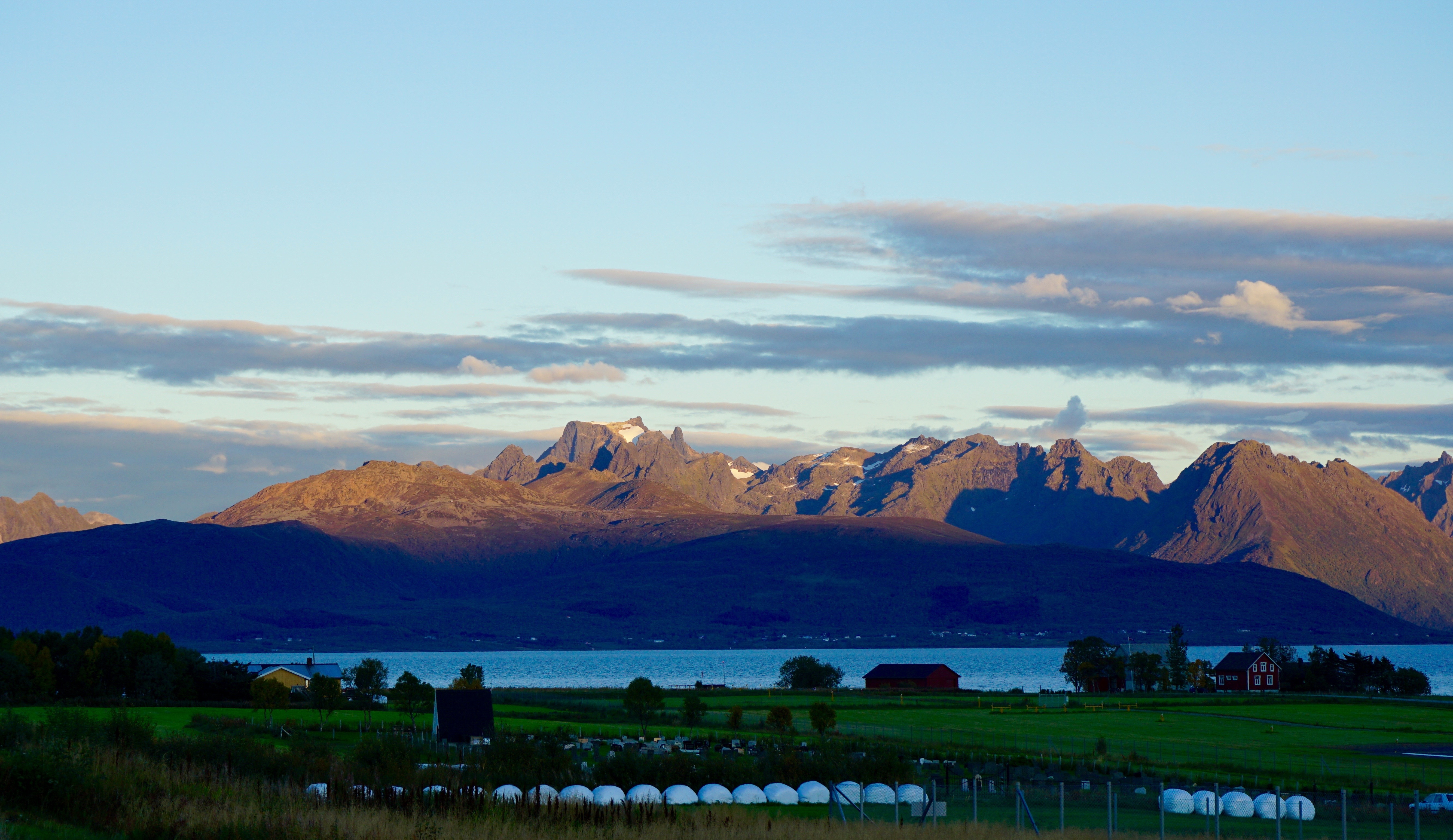